# 교차로 대향차 기능
교차로 대향차 기능(영어: Forward Collision-Avoidance Assist-Junction Turning, FCA-JT)은 교차로에서 전방 카메라, 전방 레이더를 통해 충돌 위험 시 경고하고 자동 제동하는 기능이다.

## 상세
교차로 대향차 기능은 전방 카메라와 전방 레이더만을 이용해 교차로 상황을 인지한다. 이 기능은 시속 10~30km/h 이내 운행 시에도 활성화가 가능하며, 교차로 맞은편 상대 차량은 70km/h 이내 주행 시 감지한다.

## 같이 보기
- 첨단 운전자 보조 시스템
- 자동차
- 카메라
- 레이더